# Honzův potok
Honzův potok (též Honzův ručej, německy Honsagraben) je necelé 2 km dlouhý potok v Krkonoších, pravostranný přítok Úpy. Naproti jeho ústí se nachází galerie Veselý výlet.
Pramení asi 400 metrů od Krausových bud. Odtud teče k údolní osadě Honzův Potok, kde zleva přibírá bezejmenný přítok. V údolí u osady několikrát mění svůj směr, aby se nakonec v Temném Dole vlil do Úpy. Od Temného dolu k osadě Honzův Potok jej téměř kopíruje modrá turistická značka. Přes Úpu se sem turisté dostanou po části bývalého železničního mostu, který do roku 1965 stával u Smiřic.
Do 16. století představoval Honzův potok hranici mezi Maršovem a císařským majetkem. V roce 1769 došlo Josefem Vilibaldem Schaffgotschem k připojení horských luk s obcemi Velká a Malá Úpa k panství Maršov. Honzův potok tak posléze tvořil hranici již jen mezi Maršovem a Temným Dolem. Na přelomu května a června 2013 zasáhla potok povodeň, která částečně změnila jeho koryto a zdevastovala turistickou cestu údolím.